# Емельянов, Артур Станиславович
Емелья́нов Арту́р Станисла́вович (укр. Ємельянов Артур Станіславович; род. 27 февраля 1973, Донецк, Донецкая область) — адвокат и волонтер. В прошлом - судья Высшего хозяйственного суда Украины, глава Совета судей хозяйственных судов Украины, бывший и. о. и заместитель главы ВХСУ, экс-глава Апелляционного хозяйственного и Хозяйственного судов г. Киева, бывший председатель Хозяйственного суда Донецкой области. Кандидат юридических наук.

## Биография
Родился 27 февраля 1973 года в г. Донецк (Донецкая область). Получил два высших образования в Донецком государственном университете (1995 — квалификация «юрист» на экономико-правовом факультете, 1999 — квалификация «экономист» на учётно-финансовом факультете). В 2009 году защитил кандидатскую диссертацию и получил ученую степень кандидата юридических наук. Тема диссертации — «Правовое регулирование обращения векселей в сфере хозяйствования».
Начинал карьеру в 1992 году юристом АО «AMS International», г. Донецк.
В 1994 работал юристом механизированной колонны № 31 АО «Пивденномережбуд», а затем перешел на работу в Кировское отделение Укрсоцбанка в г. Донецке. В 1995 году перешел на аналогичную должность в Пролетарское отделение Проминвестбанка, где начинал работать в должности юриста и поднялся до начальника юридического сектора.
Как рассказывает сам А. Емельянов, в судебную сферу попал едва ли не по случайности: присутствовавший на одном из процессов с его (как адвоката) участием судья предложил подать документы и попробовать себя в карьере судьи.
В 2000 А. Емельянов Указом Президента Украины был назначен впервые на должность судьи арбитражного (хозяйственного) суда Донецкой области сроком на пять лет. За следующие 10 лет — с 2001 по 2011 гг. прошел путь от судьи до заместителя председателя и председателя Хозяйственного суда Донецкой области.
В 2011 году был переведен в Киев, где стал вначале судьей, а затем главой Хозяйственного суда города Киева. В 2012 уже работает в Киевском апелляционном хозяйственном суде, где также в стал председателем. В 2013—2014 гг. по постановлению Верховной Рады Украины был переведён на должность судьи, а затем назначен заместителем председателя Высшего хозяйственного суда Украины.
После событий 2013—2014 года отказался от административной должности, остался на работе в Высшем хозяйственном суде Украины судьей первой (2014—2015), а затем четвёртой судебной палаты ВХСУ, где и работает по сегодняшний день.
Разведён, воспитывает двух сыновей и дочь.

## Материальное положение
Согласно обнародованной в Едином реестре электронной декларации, Артур Емельянов 2015 года задекларировал в пользовании квартиру в Киеве площадью 84,5 м² и арендованный дом в с. Ходосовка Киево-Святошинского района площадью 73,1 м². Из ценного имущества в декларации указаны часы Breguet и мотоцикл Vespa. Зарплата судьи по месту работы за прошлый год составила 226 тыс. грн. Ещё 3 млн грн. Емельянову заняла бывшая жена (развелись в 2014 году). Счетов в банках судья не имеет, зато наличными держит 2,74 млн грн., 180 тыс. долларов и 70 тыс. евро. Транспортных средств, корпоративных прав на бизнес и ценных бумаг не имеет.

## Юридические взгляды
Артур Емельянов поддерживает судебную реформу в части переформатирования и повышения роли Верховного суда, который должен будет систематизировать судебную практику и внедрить нечто вроде прецедента решения проблемы, обязательного для использования всеми судами. Это позволит, во-первых, гражданам, бизнесу и другим участникам судебных процессов получать прогнозируемые решения (на основании одного закона по аналогичным ситуациям), во-вторых, выявлять потенциальные коррупционные сговоры (если дело на первой-второй стадиях рассмотрения решается не так, как это прописано в обязательном к исполнению решении Верховного суда). Кроме того, единая практика позволит снизить заработки адвокатов, которые являются посредниками между коррумпированными судьями и клиентами.
Емельянов считает, что значительно нужно повысить эффективность работы исполнительной службы, потому что большая часть судебных решений в результате остаются только на бумаге.

## Судебные процессы и политическое преследование
В 2017 году Артур Емельянов участвовал в конкурсе на занятие поста судьи во вновь формирующемся Верховном суде (который создан согласно судебной реформе после переформатирования работы трех Высших судов и Верховного суда Украины). В это же время Генеральная прокуратура и ряд политических активистов активизировала давление на судью через надуманные уголовные преследования.
В частности, Генеральный прокурор Юрий Луценко заявил, что у следствия есть около 7 тыс. эпизодов возможного вмешательства А. Емельянова в систему распределения дел в суде в бытность главой Хозяйственного суда г. Киева. Обвинения ГПУ основаны на показаниях одной судьи этого суда — Аллы Прыгуновой — которая заявила о таком вмешательстве, а также о имевшем место давлении со стороны А. Емельянова с целью принятия конкретных решений.
Против А. Прыгуновой возбуждено сразу несколько уголовных дел о взяточничестве, мошенничестве и вымогательстве. Других свидетелей, которые бы могли бы подтвердить влияние А. Емельянова на автоматическую систему распределения дел, нет.
Емельянов считает процесс против себя политическим. За применение неправомерных методов процессуального воздействия следователей и суда, он подал иск о нарушении своих гражданских прав в Европейский суд по правам человека. В настоящее время ЕСПЧ иск Емельянова принят к рассмотрению и ожидается разрешение спора в ближайший год.
В июле 2015 года в Лихтенштейне были арестованы счета панамской фирмы, которую Украинская Прокуратура пыталась связать с судьям Емельяновым. Однако, из-за отсутствия доказательной базы дело было закрыто по инициативе судьи Лихтенштейна, счета были разморожены, а средства на счетах были переданы реальным владельцам.
Судья Емельянов так же неоднократно являлся фигурантов заказных субъективных журналистских расследований и не правдивых заявлений в украинских СМИ.

## Карьера
10.11.1994 г. — юрист механизированной колонны N 31, Донецкий филиал АО «Пивденномережбуд».
11.1994 г. — 03.1995 г. — юрист 1-й категории, Кировское отделение Укрсоцбанка м. Донецк.
04.1995 г. — 01.2001 г. — юрист, старший юрист, руководитель сектора — старший юрисконсульт, руководитель юридического отдела — пер. специалист, главный юрисконсульт, Пролетарское отделение Проминвестбанка Украины г. Донецк.
01.2001 г. — н.в. — судья (с 11.2005 — бессрочно)
04.2005 г. — 12.2010 г. — заместитель председателя Хозяйственного суда Донецкой области.
12.2010 г. — 01.2011 г. — председатель, Арбитражный суд Донецкой области (Хозяйственный суд Донецецькои области).
01.2011 г. — председатель, Хозяйственный суд Киева.
03.2012 г. — председатель, Киевский апелляционный хозяйственный суд.04.2013 г.
06.2018 — судья, Высший хозяйственный суд Украины.